# Henry Fillmore
Henry Fillmore (3 de diciembre de 1881 – 7 de diciembre de 1956) fue un compositor y director de orquesta estadounidense conocido por sus numerosas marchas, algunas de las cuales escribió para la banda de música de la Universidad de Miami en Coral Gables (Florida).

## Biografía
Fillmore nació en Cincinnati (Ohio). Durante su juventud estudió piano, guitarra, violín, flauta y trombón. Al principio mantuvo en secreto sus actividades con el trombón, ya que su extremadamente religioso padre, James Henry Fillmore (1849-1936), un compositor de canciones góspel, a menudo en colaboración con Jessie Brown Pounds, lo consideraba un instrumento tosco y pecaminoso. La madre de Henry le compró en secreto un trombón usado y le ocultó al padre que su hijo estaba aprendiendo a tocar el instrumento.
En 1901 ingresó en el Conservatorio de Música de Cincinnati. Tras graduarse, recorrió Estados Unidos dirigiendo una orquesta circense en compañía de su esposa, una bailarina de vodevil llamada Mabel May Jones. En los años 20, Fillmore regresó a Cincinnati donde dirigió la Shriners Temple Band, convirtiéndola en una de las mejores bandas de marchas del país.
En 1938, tras recibir un informe médico erróneo que le daba apenas unos meses de vida, se retiró a Miami. En Florida se dedicó a ensayar con bandas de escuelas secundarias y a componer marchas. Escribió sobre todo para la banda de música de la Universidad de Miami, conocida como la "Band of the Hour". Es autor de la marcha "Orange Bowl" y de la canción oficial de la Universidad de Miami, "Miami U How-De-Doo". Su arreglo del "Himno Nacional de Estados Unidos" es interpretado por la banda oficial de la Universidad Estatal de Florida. Su marcha "Men of Florida" fue compuesta para las bandas de la Universidad de Florida. La Universidad de Miami le otorgó un doctorado honoris causa en Música en 1956 en reconocimiento a su carrera. Fillmore vivió el resto de sus días en el sur de Florida .

## Obra
Fillmore escribió más de 250 piezas y arregló orquestaciones para cientos más. Publicó bajo diversos seudónimos, incluidos Gus Beans, Harold Bennett, Ray Hall, Harry Hartley, Al Hayes y Henrietta Moore, ya que le preocupaba que inundar el mercado con música publicada bajo el nombre de "Henry Fillmore" disuadiera a otros de comprar su música. Sus seudónimos están asociados con el grado, el nivel de dificultad o el género. En una entrevista de 1953 con Jack H. Mahan, Fillmore explicó el uso de su seudónimo: "Harold Bennett" era fácil y no progresivo, si puedes tocar uno, puedes tocarlos todos. "Al Hayes" fue un poco más difícil. "Henry Fillmore" podrían ser las marchas más fáciles o las más difíciles. "Harry Hartley" son todos solos; corneta, trombón y barítono de grado fácil sin triple lengua ni cadencias. "Henrietta Moore" son todas canciones de Crepúsculo.
Si bien es más conocido por las marchas, también escribió valses, foxtrots, himnos y oberturas. Las composiciones más conocidas de Fillmore incluyen:
- "The President's March" (1956)
- "The Footlifter" (1935)
- "Americans We" (1929)
- "Men of Ohio" (1921)
- "The Man of the Hour" (1924)[4]
- "His Honor" (1934)
- "The Klaxon" (1930)
- "Lassus Trombone" (1915)
- "(We're) Men of Florida"
- "Military Escort March" (1923)
- "Mt. Healthy" (1916)
- "The Crosley March"
- "Noble Men" (1922)
- "Orange Bowl March" (1939)
- "Rolling Thunder March" (1916)
- "The Circus Bee" (1908)
- "King Karl King" (1957)